# 캐나다 육군
캐나다 육군은 캐나다군의 지상군이다
캐나다 군대의 재래식 지상군의 작전 준비태세를 책임지는 사령부이다. 캐나다 전역의 기지에서 정규군 부대를 유지하고 기본 예비군의 가장 큰 구성 요소인 육군 예비군도 담당한다. 육군은 캐나다 육군 사령관과 국방부 참모총장에 종속된 육군 참모총장이 겸직한다. 육군은 또한 공무원의 3,000 명의 민간 직원이 지원한다.
1855년 영국 수비대가 크림 전쟁을 위해 떠난 후 캐나다 지방에 대한 미국의 위협에 대응하여 활동 민병대로 구성되었다. 이 민병대는 나중에 영구 현역 민병대와 비영구 현역 민병대로 세분되었다. 마침내 1940년 의회의 명령에 따라 현역 민병대는 캐나다군으로 이름이 바뀌었다.
1966년 4월 1일, 캐나다군이 통일되기 전 지상군은 Force Mobile Command(프랑스어: Commandement des force mobiles)라는 새로운 사령부 아래 배치되었다. 그 후 2년 동안 육군은 캐나다 왕립 해군 및 캐나다 왕립 공군과 합병하여 캐나다 군대를 형성하기 전에 별개의 법인으로 존재했다. 1990년대에 이 사령부는 이동 사령부로 개명된 다음 2011년 8월 원래 명칭으로 되돌아갈 때까지 지상군 사령부(프랑스어: Commandement des Forces terrestres)로 개명되었다.
역사 동안 캐나다 육군은 북서부 반란, 2차 보어 전쟁, 1차 및 2차 세계 대전, 한국 전쟁, 최근에는 걸프전, 아프가니스탄 전쟁 등 다양한 분쟁에 참전했다.